# Стиккисхоульмюр
Эта статья о городе Стиккисхоульмюр. Об исландской общине см. статью Стиккисхоульмсбайр.
Сти́ккисхоульмюр (исл. Stykkishólmur, исландское произношение: [ˈstɪhcɪsˌhoulmʏr̥]; слушатьо файле; известен также как Сти́хкисхольмур) — небольшой город на западе Исландии в регионе Вестюрланд.

## География
Стиккисхоульмюр находится в западной части Исландии, в регионе Вестюрланд в 172 км от Рейкьявика. Территория города и его окрестностей входит в образованную в 1999 году общину Стиккисхоульмсбайр.
Город расположен на полуострове Грюннасюндснес (исл. Grunnasundsnes) на южном берегу Брейда-фьорда в северной части полуострова Снайфедльснес. Площадь Стиккисхоульмюра составляет 10 км², численность населения — 1.103 человека (на 1 декабря 2007 года), плотность населения равна 110 чел./км². Основными занятиями местных жителей является рыболовство и туристический сервис.

## История
Поселение Стиккисхоульмюр было образовано в 1550 году как торговая площадка (благодаря удобной гавани), созданная датскими и немецкими торговцами. Своё название поселение получило в честь небольшого острова под названием Стиккид (исл. Stykkið, дословно — «кусок»).
В 1596 году из-за Стиккисхоульмюра разгорелся конфликт между ганзейскими купцами из Бремена и графом Ольденбургским в связи с тем, что датский король Фредерик III продал обеим сторонам исключительное право торговли в Стиккисхоульмюре. В 1602 году, с введением датской торговой монополии, город переняли купцы из Мальмё, входившего тогда в состав Дании. С начала XVIII столетия право на торговлю в Стиккисхоульмюре перешло непосредственно к датской короне.
После отмены датской монополии, в конце XVIII века, в городе селятся как исландские торговцы, так и датские купцы. В XIX столетии город быстро развивается. В 1838 году здесь открывается аптека, третья по счёту в Исландии. В 1909 году был расширен и модернизирован городской порт. В 1928 году в Стиккисхоульмюре садится первый самолёт, в том же году на улицах города появляется и первый автомобиль. В 30-е годы XX века в городе католическим орденом францисканцев основывается женский монастырь, при нём строятся больница и детский сад.
В Стиккисхоульмюре сохранилось старинный архитектурный центр с краеведческим музеем и церковью 1878 года постройки. Здесь же находятся одна из старейших метеорологических станций Исландии (основана в 1845 году) и Музей воды.
31 мая 2009 года (в день Пятидесятницы) был официально открыт музей вулканов (исл. Eldfjallasafn) с показа выставки на основе коллекции исландского вулканолога с мировой известностью Харальдюра Сигюрдссона, уроженца этого города. Харальдюр работал профессором вулканологии и океанографии в США, но затем переехал в Исландию после 40 лет работы за рубежом. Во время своих путешествий по всему миру он собрал большую коллекцию, связанную со своей научной деятельностью — различные произведения искусства, учебные материалы и книги, относящиеся к вулканическим извержениям и вулканической активности во всём мире.

## Традиции
Ежегодно на третьи выходные августа в Стиккисхоульмюре, в память о временах датской торговой монополии, устраивается фестиваль Danskir dagar (рус. Датские дни). Этот фестиваль профодится ежегодно с 1994 года, являясь тем самым одним из старейших городских праздников страны. В праздничные дни люди собираются в Стиккисхоульмюре, чтобы встретить родственников, друзей, знакомых или познакомиться с новыми людьми и насладиться разнообразной культурной программой. По традиции, в эти дни  горожане пытаются разговаривають между собой только на датском языке.

## Транспорт
К городу ведёт дорога местного значения Стиккисхоульмсвегюр 58, а в 9 км к югу он него находится дорога регионального значения Снайфедльснесвегюр 54. Имеется небольшой аэропорт, который находится в 3 км к юго-западу от ценра города.. 
Порт Стиккисхоульмюр очень удобна для судоходства. Работает регулярная морская автомобильная грузопассажирская паромная переправа Стиккисхоульмюр—Флатей—Брьяунслайкюр между Стиккисхоульмюром, островом Флатей и Западными Фьордами (порт Брьяунслайкюр на юге региона Вестфирдир, в 337 км от Рейкьявика). Паромная переправа является единственным средством доступа на остров Флатей, а в зимнее время в плохую погоду, когда бывают перекрыты дороги, обеспечивает транспортную доступность региона Вестфирдир. Переправа работает с 1924 года и обслуживается паромом Baldur, принадлежащим старейшей и крупнейшей исландской транспортной компании Eimskip. Паром ходит ежедневно один раз в день с остановкой во Флатей (в зимний сезон по субботам рейсы не осуществляются) и перевозит за раз около 49 легковых автомобилей и 280 пассажиров. Время в пути между Стиккисхоульмюр и Брьяунслайкюр около двух с половиной часов.

## Города-побратимы
- Кольдинг
- Лаппеэнранта
- Драммен
- Эребру[9]